# Бешкино-2
Бешкино-2 — деревня в Гдовском районе Псковской области России. Входит в состав Юшкинской волости Гдовского района.
Расположена на автодороге Псков — Гдов (Р60), в 8 км к югу от райцентра Гдова и в 4 км к северу от волостного центра Юшкино. Южнее находится деревня Бешкино-1.

## Население
Численность населения деревни по оценке на 2000 год составляет 21 житель.